# Първи гвардейски артилерийски полк
Първи гвардейски артилерийски полк е български артилерийски полк, формиран през септември 1944 година и взел участие във Втората световна война (1941 – 1945).

## Формиране
Полкът е формиран през септември 1944 г. от 1/3 7,5-см возимо оръдейно артилерийско отделение, 2/3 10,5-цм возимо гаубично артилерийско отделение (Сливен) и от 6/1 7,5-см товарно оръдейно артилерийско отделение (Разград). Полкът е дислоциран в Сливен и влиза в състава на 1-ва гвардейска пехотна дивизия Взема участие в първия период на войната срещу Третия райх, като подкрепя огъна на 1-ви и 3-ти гвардейски пехотен полкове, както и на сборната гвардейска дружина от 2-ри гвардейски пехотен полк. Помощник-командир на полка е Ангел Ангелов. През войната полкът дава само 2 души убити.